# Phyllomya humilis
Phyllomya humilis là một loài ruồi trong họ Tachinidae.